# Campions de dobles mixts de l'Open d'Austràlia
La competició de dobles mixtos se celebra des de l'any 1922. A part de la suspensió per la Segona Guerra Mundial a principis dels anys 40, aquesta categoria tampoc es va disputar entre els anys 1970 i 1986.

## Palmarès

### Australasian Championships
| Any  | Vencedors                       | Finalistes                        | Resultat      |
| ---- | ------------------------------- | --------------------------------- | ------------- |
| 1922 | Esna Boyd Jack Hawkes           | Lorna Utz H.S. Utz                | 6−1, 6−1      |
| 1923 | Sylvia Lance Horace Rice        | Margaret Molesworth Bert St. John | 2−6, 6−4, 6−4 |
| 1924 | Daphne Akhurst John Willard     | Esna Boyd Gar Hone                | 6−3, 6−4      |
| 1925 | Daphne Akhurst John Willard (2) | Sylvia Lance Bob Schlesinger      | 6−4, 6−4      |
| 1926 | Esna Boyd Jack Hawkes           | Daphne Akhurst John Willard       | 6−2, 6−4      |

### Australian Championships
| Any  | Vencedors                                     | Finalistes                                    | Resultat                                      |
| ---- | --------------------------------------------- | --------------------------------------------- | --------------------------------------------- |
| 1927 | Esna Boyd Jack Hawkes (3)                     | Youtha Anthony Jim Willard                    | 6−1, 6−3                                      |
| 1928 | Daphne Akhurst Jean Borotra                   | Esna Boyd Jack Hawkes                         |                                               |
| 1929 | Daphne Akhurst Edgar Moon                     | Marjorie Cox Jack Crawford                    | 6−0, 7−5                                      |
| 1930 | Nell Hall Harry Hopman                        | Marjorie Cox Jack Crawford                    | 11−9, 3−6, 6−3                                |
| 1931 | Marjorie Cox Jack Crawford                    | Emily Hood Westacott Aubrey Willard           | 7−5, 6−4                                      |
| 1932 | Marjorie Cox Jack Crawford                    | Meryl O'Hara Wood Jiro Satoh                  | 6−8, 8−6, 6−3                                 |
| 1933 | Marjorie Cox Jack Crawford (3)                | Marjorie Gladman Ellsworth Vines              | 3−6, 7−5, 13−11                               |
| 1934 | Joan Hartigan Edgar Moon                      | Emily Hood Westacott Ray Dunlop               | 6−3, 6−4                                      |
| 1935 | Louie Bickerton Christian Boussus             | Mrs. Bond Vernon Kirby                        | 1−6, 6−3, 6−3                                 |
| 1936 | Nell Hall Harry Hopman                        | May Blick Abe Kay                             | 6−2, 6−0                                      |
| 1937 | Nell Hall Harry Hopman                        | Dorothy Stevenson Don Turnbull                | 3−6, 6−3, 6−2                                 |
| 1938 | Margaret Wilson John Bromwich                 | Nancy Wynne Colin Long                        | 6−3, 6−2                                      |
| 1939 | Nell Hall Harry Hopman (4)                    | Margaret Wilson John Bromwich                 | 6−8, 6−2, 6−3                                 |
| 1940 | Nancy Wynne Colin Long                        | Nell Hall Harry Hopman                        | 7−5, 2−6, 6−4                                 |
| 1941 | Sense competició per la Segona Guerra Mundial | Sense competició per la Segona Guerra Mundial | Sense competició per la Segona Guerra Mundial |
| 1942 | Sense competició per la Segona Guerra Mundial | Sense competició per la Segona Guerra Mundial | Sense competició per la Segona Guerra Mundial |
| 1943 | Sense competició per la Segona Guerra Mundial | Sense competició per la Segona Guerra Mundial | Sense competició per la Segona Guerra Mundial |
| 1944 | Sense competició per la Segona Guerra Mundial | Sense competició per la Segona Guerra Mundial | Sense competició per la Segona Guerra Mundial |
| 1945 | Sense competició per la Segona Guerra Mundial | Sense competició per la Segona Guerra Mundial | Sense competició per la Segona Guerra Mundial |
| 1946 | Nancy Wynne Colin Long                        | Joyce Fitch John Bromwich                     | 6−0, 6−4                                      |
| 1947 | Nancy Wynne Colin Long                        | Joyce Fitch John Bromwich                     | 6−3, 6−3                                      |
| 1948 | Nancy Wynne Colin Long (4)                    | Thelma Coyne Bill Sidwell                     | 7−5, 4−6, 8−6                                 |
| 1949 | Doris Hart Frank Sedgman                      | Joyce Fitch John Bromwich                     | 6−1, 5−7, 12−10                               |
| 1950 | Doris Hart Frank Sedgman (2)                  | Joyce Fitch Eric Sturgess                     | 8−6, 6−4                                      |
| 1951 | Thelma Coyne George Worthington               | Clare Proctor Jack May                        | 6−4, 3−6                                      |
| 1952 | Thelma Coyne George Worthington               | Gwen Thiele Tom Warhurst                      | 9−7, 7−5                                      |
| 1953 | Julia Sampson Rex Hartwig                     | Maureen Connolly Hamilton Richardson          | 6−4, 6−3                                      |
| 1954 | Thelma Coyne Rex Hartwig                      | Beryl Penrose John Bromwich                   | 4−6, 6−1, 6−2                                 |
| 1955 | Thelma Coyne George Worthington (3)           | Jenny Staley Lew Hoad                         | 6−2, 6−1                                      |
| 1956 | Beryl Penrose Neale Fraser                    | Mary Bevis Hawton Roy Emerson                 | 6−2, 6−4                                      |
| 1957 | Fay Muller Mal Anderson                       | J. Langley Billy Knight                       | 7−5, 3−6, 6−1                                 |
| 1958 | Mary Bevis Hawton Bob Howe                    | Angela Mortimer Peter Newman                  | 9−11, 6−1, 6−2                                |
| 1959 | Sandra Reynolds Bob Mark                      | Renee Schuurman Rod Laver                     | 4−6, 13−11, 6−1                               |
| 1960 | Jan Lehane Trevor Fancutt                     | Mary Carter Reitano Bob Mark                  | 6−2, 7−5                                      |
| 1961 | Jan Lehane Bob Hewitt                         | Mary Carter Reitano John Pearce               | 9−7, 6−2                                      |
| 1962 | Lesley Turner Fred Stolle                     | Darlene Hard Roger Taylor                     | 6−3, 9−7                                      |
| 1963 | Margaret Smith Ken Fletcher                   | Lesley Turner Fred Stolle                     | 7−5, 5−7, 6−4                                 |
| 1964 | Margaret Smith Ken Fletcher (2)               | Jan Lehane Michael Sangster                   | 6−3, 6−2                                      |
| 1965 | Robyn Ebbern Owen Davidson                    | Compartit per suspensió de la final           | Compartit per suspensió de la final           |
| 1965 | Margaret Smith John Newcombe                  | Compartit per suspensió de la final           | Compartit per suspensió de la final           |
| 1966 | Judy Tegart Tony Roche                        | Robyn Ebbern Bill Bowrey                      | 6−1, 6−3                                      |
| 1967 | Lesley Turner Owen Davidson                   | Judy Tegart Tony Roche                        | 9−7, 6−4                                      |
| 1968 | Billie Jean King Dick Crealy                  | Margaret Smith Court Allan Stone              | Absència                                      |

### Australian Open
| Any  | Vencedors                               | Finalistes                              | Resultat                            |
| ---- | --------------------------------------- | --------------------------------------- | ----------------------------------- |
| 1969 | Margaret Smith Court Marty Riessen      | Compartit per suspensió de la final     | Compartit per suspensió de la final |
| 1969 | Ann Haydon Fred Stolle                  | Compartit per suspensió de la final     | Compartit per suspensió de la final |
| 1970 | Sense competició                        | Sense competició                        | Sense competició                    |
| 1971 | Sense competició                        | Sense competició                        | Sense competició                    |
| 1972 | Sense competició                        | Sense competició                        | Sense competició                    |
| 1973 | Sense competició                        | Sense competició                        | Sense competició                    |
| 1974 | Sense competició                        | Sense competició                        | Sense competició                    |
| 1975 | Sense competició                        | Sense competició                        | Sense competició                    |
| 1976 | Sense competició                        | Sense competició                        | Sense competició                    |
| 1977 | Sense competició                        | Sense competició                        | Sense competició                    |
| 1978 | Sense competició                        | Sense competició                        | Sense competició                    |
| 1979 | Sense competició                        | Sense competició                        | Sense competició                    |
| 1980 | Sense competició                        | Sense competició                        | Sense competició                    |
| 1981 | Sense competició                        | Sense competició                        | Sense competició                    |
| 1982 | Sense competició                        | Sense competició                        | Sense competició                    |
| 1983 | Sense competició                        | Sense competició                        | Sense competició                    |
| 1984 | Sense competició                        | Sense competició                        | Sense competició                    |
| 1985 | Sense competició                        | Sense competició                        | Sense competició                    |
| 1986 | Sense competició                        | Sense competició                        | Sense competició                    |
| 1987 | Zina Garrison Sherwood Stewart          | Anne Hobbs Andrew Castle                | 3−6, 7−6(5), 6−3                    |
| 1988 | Jana Novotná Jim Pugh                   | Martina Navrátilová Tim Gullikson       | 5−7, 6−2, 6−4                       |
| 1989 | Jana Novotná Jim Pugh (2)               | Zina Garrison Sherwood Stewart          | 6−3, 6−4                            |
| 1990 | Natasha Zvereva Jim Pugh                | Zina Garrison Rick Leach                | 4−6, 6−2, 6−3                       |
| 1991 | Jo Durie Jeremy Bates                   | Robin White Scott Davis                 | 2−6, 6−4, 6−4                       |
| 1992 | Nicole Provis Mark Woodforde            | Arantxa Sánchez Vicario Todd Woodbridge | 6−3, 4−6, 11−9                      |
| 1993 | Arantxa Sánchez Vicario Todd Woodbridge | Zina Garrison Rick Leach                | 7−5, 6−4                            |
| 1994 | Larisa Neiland Andrei Olkhovski         | Helena Suková Todd Woodbridge           | 7−5, 6−7(7), 6−2                    |
| 1995 | Natasha Zvereva Rick Leach              | Gigi Fernández Cyril Suk                | 7−6(4), 6−7(3), 6−4                 |
| 1996 | Larisa Neiland Mark Woodforde           | Nicole Arendt Luke Jensen               | 4−6, 7−5, 6−0                       |
| 1997 | Manon Bollegraf Rick Leach              | Larisa Neiland John-Laffnie de Jager    | 6−3, 6−7(5), 7−5                    |
| 1998 | Venus Williams Justin Gimelstob         | Helena Suková Cyril Suk                 | 6−2, 6−1                            |
| 1999 | Mariaan de Swardt David Adams           | Serena Williams Maksim Mirni            | 6−4, 4−6, 7−6(5)                    |
| 2000 | Rennae Stubbs Jared Palmer              | Arantxa Sánchez Vicario Todd Woodbridge | 7−5, 7−6(3)                         |
| 2001 | Corina Morariu Ellis Ferreira           | Barbara Schett Joshua Eagle             | 6−1, 6−3                            |
| 2002 | Daniela Hantuchová Kevin Ullyett        | Paola Suárez Gastón Etlis               | 6−3, 6−2                            |
| 2003 | Martina Navrátilová Leander Paes        | Eleni Daniïlidu Todd Woodbridge         | 6−4, 7−5                            |
| 2004 | Ielena Bovina Nenad Zimonjić            | Martina Navrátilová Leander Paes        | 6−1, 7−6                            |
| 2005 | Samantha Stosur Scott Draper            | Liezel Huber Kevin Ullyett              | 6−2, 2−6, 7−6(6)                    |
| 2006 | Martina Hingis Mahesh Bhupathi          | Ielena Likhovtseva Daniel Nestor        | 6−3, 6−3                            |
| 2007 | Ielena Likhovtseva Daniel Nestor        | Viktória Azàrenka Maksim Mirni          | 6−4, 6−4                            |
| 2008 | Tiantian Sun Nenad Zimonjić             | Sania Mirza Mahesh Bhupathi             | 7−6(4), 6−4                         |
| 2009 | Sania Mirza Mahesh Bhupathi             | Nathalie Dechy Andy Ram                 | 6−1, 6−3                            |
| 2010 | Cara Black Leander Paes                 | Iekaterina Makàrova Jaroslav Levinsky   | 7−5, 6−3                            |
| 2011 | Katarina Srebotnik Daniel Nestor        | Yung-Jan Chan Paul Hanley               | 6−3, 3−6, [10−7]                    |
| 2012 | Bethanie Mattek-Sands Horia Tecău       | Ielena Vesninà Leander Paes             | 6−3, 5−7, [10−3]                    |
| 2013 | Jarmila Gajdosova Matthew Ebden         | Lucie Hradecka Frantisek Cermak         | 6−3, 7−5                            |
| 2014 | Kristina Mladenovic Daniel Nestor       | Sania Mirza Horia Tecau                 | 6−3, 6−2                            |
| 2015 | Martina Hingis Leander Paes             | Kristina Mladenovic Daniel Nestor       | 6−4, 6−3                            |
| 2016 | Ielena Vesninà Bruno Soares             | Coco Vandeweghe Horia Tecau             | 6−4, 4−6, [10−5]                    |
| 2017 | Abigail Spears Juan Sebastián Cabal     | Sania Mirza Ivan Dodig                  | 6−2, 6−4                            |
| 2018 | Gabriela Dabrowski Mate Pavić           | Tímea Babos Rohan Bopanna               | 2−6, 6−4, [11−9]                    |
| 2019 | Barbora Krejčíková Rajeev Ram           | Astra Sharma John-Patrick Smith         | 7−6(3), 6−1                         |
| 2020 | Barbora Krejčíková Nikola Mektić        | Bethanie Mattek-Sands Jamie Murray      | 5−7, 6−4, [10−1]                    |
| 2021 | Barbora Krejčíková Rajeev Ram (2)       | Samantha Stosur Matthew Ebden           | 6−1, 6−4                            |
| 2022 | Kristina Mladenovic Ivan Dodig          | Jaimee Fourlis Jason Kubler             | 6−3, 6−4                            |
| 2023 | Luisa Stefani Rafael Matos              | Sania Mirza Rohan Bopanna               | 7−6(2), 6−2                         |
| 2024 | Hsieh Su-wei Jan Zieliński              | Desirae Krawczyk Neal Skupski           | 6−7(5), 6−4, [11−9]                 |
| 2025 | Olivia Gadecki John Peers               | Kimberly Birrell John-Patrick Smith     | 3−6, 6−4, [10−6]                    |

## Estadístiques

### Campions múltiples (parelles)
| Tennistes en actiu |

| Tennista                          | Era Amateur | Era Open | Total | Anys                   |
| --------------------------------- | ----------- | -------- | ----- | ---------------------- |
| Nell Hall Harry Hopman            | 4           | 0        | 4     | 1930, 1936, 1937, 1939 |
| Nancy Wynne Colin Long            | 4           | 0        | 4     | 1940, 1946, 1947, 1948 |
| Esna Boyd Jack Hawkes             | 3           | 0        | 3     | 1922, 1926, 1967       |
| Marjorie Cox Jack Crawford        | 3           | 0        | 3     | 1931, 1932, 1933       |
| Thelma Coyne George Worthington   | 3           | 0        | 3     | 1951, 1952, 1955       |
| Daphne Akhurst John Willard       | 2           | 0        | 2     | 1924, 1925             |
| Doris Hart Frank Sedgman          | 2           | 0        | 2     | 1949, 1950             |
| Margaret Smith Court Ken Fletcher | 2           | 0        | 2     | 1963, 1964             |
| Jana Novotná Jim Pugh             | 0           | 2        | 2     | 1988, 1989             |
| Barbora Krejčíková Rajeev Ram     | 0           | 2        | 2     | 2019, 2021             |

### Campions múltiples (individual)
| Tennistes en actiu |

| Tennista             | Era Amateur | Era Open | Total | Anys                   |
| -------------------- | ----------- | -------- | ----- | ---------------------- |
| Daphne Akhurst       | 4           | 0        | 4     | 1924, 1925, 1928, 1929 |
| Nell Hall            | 4           | 0        | 4     | 1930, 1936, 1937, 1939 |
| Harry Hopman         | 4           | 0        | 4     | 1930, 1936, 1937, 1939 |
| Nancy Wynne          | 4           | 0        | 4     | 1940, 1946, 1947, 1948 |
| Colin Long           | 4           | 0        | 4     | 1940, 1946, 1947, 1948 |
| Thelma Coyne         | 4           | 0        | 4     | 1941, 1942, 1944, 1945 |
| Margaret Smith Court | 3           | 1        | 4     | 1963, 1964, 1965, 1969 |
| Esna Boyd            | 3           | 0        | 3     | 1922, 1926, 1927       |
| Jack Hawkes          | 3           | 0        | 3     | 1922, 1926, 1927       |
| Marjorie Cox         | 3           | 0        | 3     | 1931, 1932, 1933       |
| Jack Crawford        | 3           | 0        | 3     | 1931, 1932, 1933       |
| George Worthington   | 4           | 0        | 4     | 1941, 1942, 1945       |
| Jim Pugh             | 0           | 3        | 3     | 1988, 1989, 1990       |
| Leander Paes         | 0           | 3        | 3     | 2003, 2010, 2015       |
| Daniel Nestor        | 0           | 3        | 3     | 2007, 2011, 2014       |
| Barbora Krejčíková   | 0           | 3        | 3     | 2019, 2020, 2021       |
| John Willard         | 2           | 0        | 2     | 1924, 1925             |
| Gar Moon             | 2           | 0        | 2     | 1929, 1934             |
| Doris Hart           | 2           | 0        | 2     | 1949, 1950             |
| Frank Sedgman        | 2           | 0        | 2     | 1949, 1950             |
| Rex Hartwig          | 2           | 0        | 2     | 1953, 1954             |
| Jan Lehane           | 2           | 0        | 2     | 1960, 1961             |
| Lesley Turner        | 2           | 0        | 2     | 1962, 1967             |
| Ken Fletcher         | 2           | 0        | 2     | 1963, 1964             |
| Owen Davidson        | 2           | 0        | 2     | 1965, 1967             |
| Fred Stolle          | 1           | 1        | 2     | 1962, 1969             |
| Jana Novotná         | 0           | 2        | 2     | 1988, 1989             |
| / Nataixa Zvéreva    | 0           | 2        | 2     | 1990, 1995             |
| Mark Woodforde       | 0           | 2        | 2     | 1992, 1996             |
| Larisa Neiland       | 0           | 2        | 2     | 1994, 1996             |
| Rick Leach           | 0           | 2        | 2     | 1995, 1997             |
| / Nenad Zimonjić     | 0           | 2        | 2     | 2004, 2008             |
| Martina Hingis       | 0           | 2        | 2     | 2006, 2015             |
| Mahesh Bhupathi      | 0           | 2        | 2     | 2006, 2009             |
| Rajeev Ram           | 0           | 2        | 2     | 2019, 2021             |
| Kristina Mladenovic  | 0           | 2        | 2     | 2014, 2022             |